# Трубопроводный транспорт

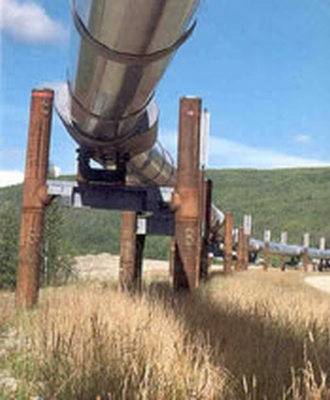
Эстакадная часть трансаляскинского нефтепровода.

Трубопрово́дный тра́нспорт — транспортировка по трубам сырья (жидкостей или газов) и продуктов (любых химически стабильных веществ, которые возможно перемещать по трубопроводам). 
Активное развитие трубопроводного транспорта в России началось в конце 1960-х годов. По состоянию на конец 2012 года протяжённость магистральных трубопроводов  составила  250 тыс. км, в том числе газопроводов 175 тыс. км, нефтепроводов 55 тыс. км и нефтепродуктопроводов 20 тыс. км.

## Нефтепровод
В 1863 году русский учёный Д. И. Менделеев предложил и убедительно аргументировал идею использования трубопровода для перекачки нефти и нефтепродуктов.

### Нефтепроводы России
- Нефтепровод «Дружба» (рабочая мощность 66,5 млн тонн в год) — крупнейшая экспортная магистраль России (Альметьевск — Самара — Унеча — Мозырь — Брест и далее в страны Восточной и Западной Европы);
- Альметьевск — Нижний Новгород — Рязань — Москва;
- Нижний Новгород — Ярославль — Кириши;
- Самара — Лисичанск — Кременчуг — Херсон, Снегирёвка — Одесса;
- Усть-Балык — Курган — Уфа — Альметьевск;
- Нижневартовск — Курган — Куйбышев;
- Туймазы — Омск — Новосибирск;
- Туймазы — Уфа;
- Калтасы — Языково — Салават;
- Шкапово — Салават;
- Сургут — Полоцк;
- Александровское — Анжеро-Судженск;
- Красноярск — Ангарск;
- Сургут — Омск — Павлодар — Чимкент — Чарджоу;
- Балтийская трубопроводная система (рабочая мощность 74 млн тонн в год);
- Восточный нефтепровод (ВСТО - Восточная Сибирь - Тихий океан);
- Каспийский трубопроводный консорциум (рабочая мощность 28,2 млн тонн в год);
- Баку — Новороссийск;
- Узень — Атырау — Самара.

## Газопровод

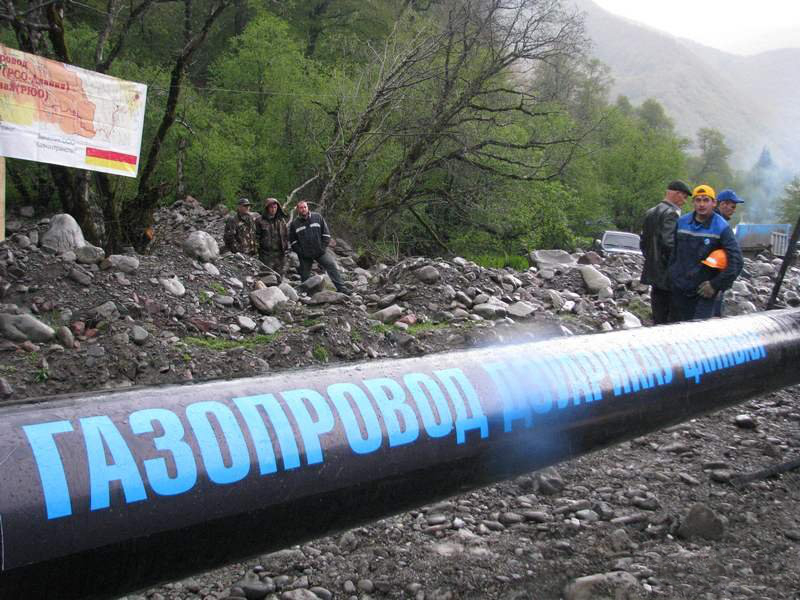
Газопровод Дзуарикау — Цхинвал

Газопрово́д — инженерное сооружение, предназначенное для транспортировки газа и его продуктов (в основном природного газа) с помощью трубопровода. Газ по газопроводам и газовым сетям подаётся под определённым избыточным давлением. Газопроводы делятся на:
- магистральные — предназначены для транспортировки газа на большие расстояния под повышенным давлением;
- газопроводы распределительных сетей — предназначены для доставки газа от газораспределительных станций к конечному потребителю.

Поставки природного газа по трубопроводу вытеснили все остальные способы транспортировки в Онтарио из Западной Канады в провинции Альберта и Манитоба. Стоимость доставки газа по трубам оказалась значительно дешевле по сравнению с морскими, автомобильными и железнодорожными перевозками, так как осуществляется по кратчайшему маршруту от источника газа до потребителя, а также обладает более низкой себестоимостью транспортировки газа. Число задействованных в трубопроводном транспорте сотрудников составляет лишь 1 % от штата автотранспортной отрасли.

### Российские магистральные газопроводы

Основные газопроводы из России в Европу (2009)

В России преобладают трубопроводы большого диаметра (1220 и 1420 мм) и большой протяжённости в широтном направлении:
- Саратов — Москва — первый газопровод в России (840 км);
- Ставрополь — Москва;
- Кольцевой газопровод Московской области;
- Краснодарский край — Ростов-на-Дону — Серпухов — Санкт-Петербург;
- Средняя Азия — Урал;
- Медвежье — Надым — Тюмень — Уфа — Торжок;
- Надым — Пунга — Пермь;
- Уренгой — Сургут — Тобольск — Тюмень — Челябинск;
- Нижняя Тура — Пермь — Горький — Центр (более 1700 км, 1974 г.);
- Уренгой — Помары — Ужгород — крупнейшая в мире система газопроводов[5], соединяет газовые месторождения Западной Сибири с конечными потребителями в Европе (4451 км, 1983 г.);
- «Союз» — газопровод из Оренбурга через Украину в страны Восточной и Западной Европы (1979 г.);
- Голубой поток (1213 км, 2003 г., подводный);
- Ямал — Европа (2000 км, 2006 г.);
- Северный поток (1200 км, подводный);
- Дзуарикау — Цхинвал (175 км[6], 2009 г.);
- Джубга — Лазаревское — Сочи (171,6 км, включая морской участок — 159,5 км, 2011 г.);
- Сахалин — Хабаровск — Владивосток (строящийся, первый участок сдан в 2011 г.);
- Турецкий поток (1090 км, подводный) - замена Южного потока;
- Ямал — Европа 2 (проектируемый);
- Сила Сибири (2158 км);
- «Алтай» (проектируемый, 6700 км).

## Продуктопровод

### Аммиакопровод

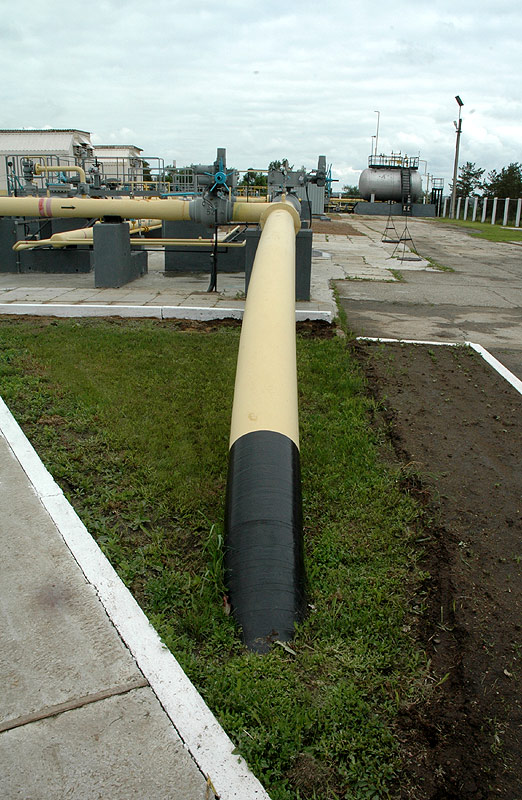
На насосной станции № 1 аммиакопровода Тольятти — Одесса

Аммиакопрово́д — трубопровод, предназначенный для перекачки аммиака.
В конце 1970-х годов в СССР был построен единственный в стране и пятый по счёту в мире аммиакопровод Тольятти — Одесса специально для транспортировки основной продукции Тольяттинского азотного завода (ныне ОАО «Тольяттиазот») на экспорт. Первая очередь (800-километровый трубопровод «Горловка — Одесса») введена в строй в октябре 1979 года. Трубопровод общей длиной 2417 км (из них 1021 км проходит по территории Украины) полностью закончен в 1981 году. Мощность аммиакопровода достигает 2,5 млн тонн в год. Транспортируемый аммиак находится под давлением до 35 атмосфер в трубе диаметром 355 мм в жидком состоянии при температуре +4 °C. В целях безопасности трасса аммиакопровода не приближается к населённым пунктам ближе, чем на 1000 метров, а в местах повышенной опасности был применён принцип «двойной трубы». На таких участках стенки как внутренней (основной) так и внешней трубы (обеспечивающей дополнительную защиту от коррозии) способны выдерживать очень высокое давление: толщина труб увеличена до 13 мм, а между трубами закачан азот.

### Этанол
В числе прочего, трубопроводы используются для транспортировки этанола в Бразилии, также существует несколько проектов строительства этанолопроводов в Бразилии и США. В отличие от транспортировки нефти и газа при транспортировке этилового спирта по трубам возникает ряд проблем, связанных с агрессивным воздействием на стенки трубопровода, а также склонностью поглощать воду и примеси из трубы. Строительство этанолопроводов ограничивают относительно небольшие объёмы транспортировки, низкая эффективность затрат и другие соображения.

## Гидротранспорт полезных ископаемых
Гидротранспорт полезных ископаемых используется для транспортировки угля или руды из шахт. Перед подачей в трубопровод, перемещаемый материал смешивается с водой, а после транспортировки должен быть высушен. Первым в мире трубопроводом для перемещения полезных ископаемых считают построенный в 1967 году 85-километровый трубопровод в Тасмании (Австралия), который включает в себя 366-метровый мост с пролётом 167 метров над рекой Саваж. В качестве одного из примеров гидротранспорта полезных ископаемых можно привести проект 525-километрового трубопровода, который планируется для транспортировки железной руды с шахты Minas-Rio (мощностью — 26,5 млн тонн в год) в порт Асу (Бразилия).